# Fisklösen (Ringarums socken, Östergötland)
Fisklösen är en sjö i Valdemarsviks kommun i Östergötland och ingår i Söderköpingsåns huvudavrinningsområde.